# Liste des joueurs des Rays de Tampa Bay
Liste des joueurs ayant évolué au moins un match pour les Rays de Tampa Bay depuis 1998 sous les différents noms de la franchise : Devil Rays (1998-2007) et Rays (depuis 2008).
- Haut – A
- B
- C
- D
- E
- F
- G
- H
- I
- J
- K
- L
- M
- N
- O
- P
- Q
- R
- S
- T
- U
- V
- W
- X
- Y
- Z

## A
| - Paul Abbott - Brent Abernathy - Scott Aldred |  | - Wilson Alvarez - Marlon Anderson - Rolando Arrojo |

## B
| - Brandon Backe - Danys Baez - Rocco Baldelli - Grant Balfour - José Bautista |  | - Joe Beimel - Rob Bell - Nick Bierbrodt - Kurt Birkins - Geoff Blum |  | - Wade Boggs - Joe Borowski - Chad Bradford - Russell Branyan - Dewon Brazelton |  | - Pat Burrell - Sean Burroughs - Rich Butler |

## C
| - Miguel Cairo - Mickey Callaway - Shawn Camp - Andy Cannizaro - José Canseco - Jorge Cantú |  | - Dan Carlson - Lance Carter - Raul Casanova - Kevin Cash - Vinny Castilla - Norm Charlton |  | - Jason Childers - Danny Clyburn - Jesús Colomé - Jason Conti - Tim Corcoran - Lance Cormier |  | - Fernando Cortez - Steve Cox - Carl Crawford - Doug Creek - José Cruz, Jr. - Midre Cummings |

## D
| - Luis de los Santos - Matt Diaz - Mike Difelice - Scott Dohmann |  | - Elijah Dukes - Scott Dunn - Mike Duvall |

## E
- Damion Easley
- Dave Eiland
- Trevor Enders
- Félix Escalona

## F
| - Robert Fick - Tony Fiore - John Flaherty - Cliff Floyd |  | - Brook Fordyce - Bartolomé Fortunato - Casey Fossum - Julio Franco |

## G
| - Eddie Gaillard - Lee Gardner - Matt Garza - Joey Gathright - Chad Gaudin - Gary Glover |  | - Charles Gipson - Jonny Gomes - Chris Gomez - Alex S. Gonzalez - Dicky Gonzalez - Jeremi González |  | - Dwight Gooden - Rick Gorecki - Tony Graffanino - Nick Green - Ben Grieve - José Guillén |  | - Ozzie Guillén - Mark Guthrie - Juan Guzmán |

## H
| - John Halama - Toby Hall - Jason Hammel - Travis Harper - Brendan Harris |  | - Chad Harville - Nathan Haynes - Mark Hendrickson - Roberto Hernández - Ken Hill |  | - Eric Hinske - Damon Hollins - Paul Hoover - J. P. Howell - Aubrey Huff |

## I
- Akinori Iwamura

## J
| - Edwin Jackson - Delvin James - John Jaso - Jason Jiménez - Charles Johnson |  | - Dan Johnson - Elliot Johnson - Jason Johnson - Russ Johnson - Mike Judd |

## K
- Scott Kazmir
- Kenny Kelly
- Mike Kelly
- Joe Kennedy
- Steve Kent

### L
| - Pete LaForest - Tim Laker - David Lamb - Aaron Ledesma - Travis Lee |  | - Al Levine - Cory Lidle - Jeff Liefer - George Lombard - Evan Longoria |  | - Albie López - Terrell Lowery - Julio Lugo - Ruddy Lugo |

## M
| - Mark Malaska - Al Martin - Tom Martin - Dave Martinez - Félix Martínez |  | - Tino Martinez - David McCarty - Scott McClain - Seth McClung - Quinton McCracken |  | - Fred McGriff - Rusty Meacham - Brian Meadows - Jim Mecir - Dan Miceli |  | - Trever Miller - Jim Morris - Damian Moss - Eric Munson |

## N
| - Dioner Navarro - Alan Newman - Jeff Niemann |  | - Hideo Nomo - Greg Norton - Franklin Núñez |

## O
- Luis Ordaz
- Rey Ordóñez
- Chad Orvella

## P
| - Jim Parque - Steve Parris - Josh Paul - Carlos Peña - Brad Pennington |  | - Antonio Pérez - Eduardo Pérez - Tomás Pérez - Herb Perry - Josh Phelps |  | - Travis Phelps - Adam Piatt - David Price - Ariel Prieto |

## R
| - Bryan Rekar - Al Reyes - Carlos Reyes - Shawn Riggans - Todd Ritchie |  | - Kerry Robinson - John Rocker - Damian Rolls - Jason Romano - Brian Rose |  | - Matt Ruebel - Ryan Rupe - Jae Kuk Ryu |

## S
| - Juan Salas - Alex Sánchez - Rey Sánchez - Jared Sandberg - Julio Santana - Bobby Seay - Jae Weong Seo |  | - Andy Sheets - James Shields - Terry Shumpert - Dave Silvestri - Randall Simon - Chris Singleton - Bobby Smith |  | - Andy Sonnanstine - Jason Smith - Paul Sorrento - Jorge Sosa - Jeff Sparks - Dennis Springer - Jason Standridge |  | - Kevin Stocker - Brian Stokes - Tanyon Sturtze - Jon Switzer |

## T
| - Mitch Talbot - Ramón Tatis - Billy Taylor - Reggie Taylor - Ozzie Timmons |  | - Steve Trachsel - Bubba Trammell - Chris Truby - Jason Tyner |

## U
- B.J. Upton

## V
- Javier Valentín
- Greg Vaughn
- Mike Venafro

## W
| - Terrell Wade - Doug Waechter - Tyler Walker - Jeff Wallace - Jerome Walton |  | - John Webb - Dan Wheeler - Rick White - Ty Wigginton - Gerald Williams |  | - Paul Wilson - Randy Winn - Jay Witasick - Bobby Witt - Kevin Witt |

## Y
- Esteban Yan
- Delmon Young

## Z
- Víctor Zambrano
- Ben Zobrist